# Marek Ostrowski
Marek Ostrowski (Skrwilno, 22 novembre 1959 – Stockerau, 6 marzo 2017) è stato un calciatore polacco, di ruolo difensore.

## Carriera
Ha giocato nella prima divisione polacca.

## Palmarès

### Club

#### Competizioni nazionali
- Coppa Piano Karl Rappan: 2

Pogoń Stettino: 1983, 1987